# Юст, Клаус Гюнтер
Клаус Гюнтер Юст (нем. Klaus Günther Just; 23 сентября 1923, Берлин — 6 июня 1977, Мюнстер) — немецкий литературовед-германист. Сын антрополога Гюнтера Юста.
Учился в Грайфсвальде и Берлине, в 1941 году окончил школу и вступил в НСДАП. В 1941—1942 гг. изучал литературоведение и музыковедение в Берлинском университете, после чего поступил на военную службу в люфтваффе. В мае-июле 1945 гг. в лагере для военнопленных в американской зоне оккупации. После освобождения в 1945—1949 гг. продолжил учёбу в Вюрцбургском университете, где среди его учителей были Франц Рольф Шрёдер, Эрих Йениш, Йозеф Дюннингер, Вольфдитрих Раш. В 1948 году под руководством Йениша защитил диссертацию «Эстетизм Стефана Георге и его круга». В 1952—1953 гг. стажировался в кембриджском Колледже Святого Иоанна. В 1960 году габилитировался с работой «Трагедии Лоэнштейна. Попытка интерпретации» (нем. Die Trauerspiele Lohensteins. Versuch einer Interpretation), годом позже изданной в виде монографии; под редакцией Юста вышли три тома пьес Лоэнштейна.
Работал в научной библиотеке Вюрцбургского университета (1948—1950), затем преподавал там же. В 1959—1960 гг. приглашённый лектор в Лестерском университете. В 1960—1964 гг. преподавал историю немецкой литературы в Мюнстерском университете. С 1964 года и до конца жизни профессор Бохумского университета.
Автор монографии о жизни и творчестве Германа фон Пюклер-Мускау (1962) и обзорного труда «От грюндерства до наших дней. История немецкой литературы с 1871 года» (нем. Von der Gründerzeit bis zur Gegenwart. Geschichte der deutschen Literatur seit 1871; 1973). Опубликовал также три сборника статей и заметок о литературе. Среди важнейших статей Юста — «Оперное либретто как литературная проблема» (нем. Das Opernlibretto als literarisches Problem; 1975). Перевёл с английского языка «Любовную песнь Альфреда Пруфрока» Т. С. Элиота (1951).